# John Lounge
John Michael Lounge (Denver, 28 de junho de 1946 – 1 de março de 2011) foi um militar e astronauta norte-americano. Ele foi oficial da Marinha dos Estados Unidos, veterano da Guerra do Vietnã e astronauta da NASA. Veterano de três voos em ônibus espaciais, Lounge registrou mais de 482 horas no espaço.